# Sodapoppin
湯馬斯·傑弗遜·“強斯”·莫里士四世（英語：Thomas Jefferson "Chance" Morris IV，1994年2月15日—），網路暱稱Sodapoppin，是一位美國Twitch主播和網絡名人。他是Twitch上擁有最高觀眾人數的實況主之一，擁有超過六百萬追蹤人數和三億頻道觀看人數。
Sodapoppin也有一個擁有超過一百萬訂閱人數的YouTube頻道，累積超過三億觀看次數。

## 職業生涯
莫里士於2012年從Xfire轉移到Twitch開始遊戲實況。曾是最成功的魔獸世界遊戲主播，當時有一半觀看魔獸世界直播的觀眾都是在看他的頻道。
2014到2015年，莫里士直播他在賭博網站上的二十一點賭博，每天都贏得或輸掉好幾千元美金。 2015年5月，莫里士在四萬觀眾眼中一手輸掉五千元美金。
莫里士曾是加拿大電競組織Northern Gaming的共同所有者。該組織後來由俠客·歐尼爾、艾力士·羅德里奎茲等人擁有的NRG eSports買下。莫里士隨後也加入該公司。
莫里士在2017年10月的H1Z1邀請賽的遊戲中，擊殺知名實況主Dr. Disrespect。不過最後並未成功進入前十完賽。
根據Social Blade的資料，2021年4月10日，Sodapoppin是Twitch追蹤人數排行第10名的頻道，也是總觀看次數排行第11名。

## 外部連結
- Sodapoppin的個人Twitter（页面存档备份，存于）
- Sodapoppin的Twitch頻道（页面存档备份，存于）
- Sodapoppin的YouTube頻道（页面存档备份，存于）